# Hyadina pseudonitida
Hyadina pseudonitida är en tvåvingeart som beskrevs av Canzoneri och Giuseppe Giovanni Antonio Meneghini 1969. Hyadina pseudonitida ingår i släktet Hyadina och familjen vattenflugor. Inga underarter finns listade i Catalogue of Life.